# 心跳症候群
《DO KI DO KI心跳症候群》(ツバメしんどろ～む)是由日本漫畫家茜虎徹（あかね こてつ）於2003年5月至2008年1月連載並發表於富士見書房所發行的月刊Dragon Age 之戀愛喜劇漫畫

## 故事大綱
平凡高中生倉敷敦河兩年前父母過世後，便與自己的姊姊倉敷燕生活在一起，對於自己少根筋的姊姊有點煩惱。有一天在不知覺得情形下發現自己的心臟發生劇烈跳動並且引出了怪物，此時燕及時趕到並穿上鎧甲與其戰鬥。隨後燕向敦河說明他體內擁有一顆可散發強大能源的「原始的心臟」，而燕的真實身分為銀河聯邦調查官，為了不讓「原始的心臟」失控因此才待在地球。必要時會變身並與「原始的心臟」所引來的怪獸作戰。此時一位自稱是宇宙海盜的小女孩宇羅想盡辦法要讓「原始的心臟」失控，為此把敦河的生活搞得一團亂。
雖知道不要讓自己的心臟發生失控，但是包含自己的姊姊，總會發生讓人臉紅心跳的事情。新角出現，興奮度提升至200%的臉紅心跳大姐姐漫畫第二彈！

## 登場人物
倉敷 敦河（くらしき たいが）
本作的男主角，帶著一頭褐髮。生日為2月13日，高校二年級生，身高171cm
個性優柔寡斷，運動及學科都較為普通，對身邊人卻是竭盡所能的關心。
兩年前父母過世，但本人卻不知原因。之後便與姐姐燕相依為命，對於溫柔卻神經大條的姊姊感到苦惱，在一次自身心臟劇烈跳動而召喚出「幽鬼」的情況下見到穿著戰鬥鎧甲的燕趕來搭救，隨後了解自身為「原始的心臟」之持有者，知道自己要是心跳加速的話便會召喚出「幽鬼」的關係，為此畏懼於會對自身「臉紅心跳」的事情。
由於自身「原始的心臟」處於不穩定的階段，先前由於燕為了避免敦河體內的心臟發生巨變而做了強化處理，但後來證明是失敗的，間接也導致敦河出現的不同種的人格。
於漫畫第6卷時因岬麻凜引來的怪物重傷燕等人使敦河陷入暴走的怪物型態，身形兇惡並帶有長髮，成為嗜殺的魔鬼，幸好在燕的柔情呼喚下，又看到燕頸上的ORB寶石，想起以前的回憶，再度變回人形。
在後面時燕提到，三年前的敦河本身就是當時燕還在銀河聯邦時所運送，要拿來做為與高層談判時的籌碼-「原始的心臟」，而由於燕發現其自身是有感情的，為此燕開始與他有了交集，並將其取名為皮西斯(Physis)。即便當時的「原始的心臟」沒有言語能力，燕還是每天與它交談。由於知道組織會對「原始的心臟」做出不利於它的事情而帶其逃亡，最後來到了地球，因燕駕駛的宇宙船毀損而支離破碎，卻在燕的面前合而為一，誕生出人形。之後兩人便在地球生活。
一開始仍是以皮西斯的人格與燕生活，學習能力靈敏。但由於體內「原始的心臟」成長出乎意料的快，但「皮西斯」這個容器卻跟不上其成長，未來必然發生之事便是自我毀滅，因此燕便對其做強化處置的手術，但這只是臨時應變之計，「皮西斯」也因而失去原有人格。而後燕將失去記憶的「皮西斯」取名為敦河，並繼續觀察其變化，此時的敦河也變為現在時的普通少年。由於兩年前才開始有自己的意識，這也是敦河為何沒有兩年前以前的記憶所因。
漫畫第7卷時因燕等人受到岬麻凜的攻擊而又再度轉換為怪物型態，但在與岬麻凜的對決害怕自己使用力量會對別人造成傷害而敗北，但是皮西斯在敦河昏迷時出現並讓其領悟到為了保護某人而使用力量，並不算是暴力。之後與「皮西斯」人格融合。恢復人形的樣貌變為長髮並夾帶著白髮以及左眼下帶著閃電疤痕，取得了壓倒性的力量進一步打敗了麻凜，後來也因吸收麻凜的「原始的心臟」使自身處於穩定狀態，已往暴走的型態及多種人格的事已不復往見。
對燕有著年以言喻的感情，但每次要表白時都會有煞風景的場面。知道燕隱藏的秘密時衝出家門。在雨中與燕表白，因為怕對燕的感情是受到「皮西斯」人格所影響，要是這樣的話自己是否有愛著燕的資格。在告白之後兩人瞭解了彼此的感情，最後還進行了床笫之事。
在夢境裡與皮西斯和岬麻凜再度相遇。了解到自己根本不用害怕臉紅心跳這種事情，因為臉紅心跳是萬物生命所具備的本能，敦河的誕生，便是因為燕對自己「臉紅心跳」，而自己也回應了燕的「臉紅心跳」。至此敦河不再畏懼臉紅心跳的事物，隨後繼續展開嶄新的人生。
在結尾雖然還是稱呼燕為姐姐，但是從話語與互動中可看出，兩人已進階為戀人的關係。
倉敷 燕（くらしき つばめ)
敦河的姐姐，但兩人毫無血緣關係。宇宙人，帶有淡紫色長髮與碧綠虹膜、巨乳，身材姣好。對家事非常擅長，卻帶著天然呆的個性，身邊人常以「小燕」這個名子稱呼她。身高168cm三圍B87/W56/H86。
在敦河因體內「原始的心臟」而召喚出時「幽鬼」穿上戰鬥鎧甲與其戰鬥，並向其說明「原始的心臟」一事，而自己為銀河聯邦調查員(階級為中尉)，為了監視「原始的心臟」的情況，以及避免「原始的心臟」所召喚出的怪獸對地球造成破壞，必要時會藉變身方式穿上鎧甲戰鬥，也有一部戰鬥騎乘摩托車。
為了調查神秘的能量反映來源，在鳴神高校英語課教師因產假原故，以代理教師的身分來到學校赴任，此時大部分也會帶著眼鏡
其所穿鎧甲所附有的心型寶石「ORB」能量儲存槽為鎧甲的能量來源，可藉由物理交換的方式將敦河的「原始的心臟」所散發出的能量作為補給。
第6卷時因為太擔心敦河受到怪物的攻擊，對與其要與麻凜約會一事到擔心，被敦河一句「難道妳把「原始的心臟」看得比我還重要嗎?姊姊」。為此歉疚自己是否沒做好姊姊的角色。
來到地球前在銀河聯邦時其本名為「燕・楚維拉(ツバメ・ツヴァイエラ)」，三年前在負責運送「原始的心臟」發現自己對其感到臉紅心跳，進一步觀察原來「原始的心臟」並不是普通礦物，只是還無法顯現的生命，因此與其開始有了感情交流。在知道「原始的心臟」將遭到不利的對待，不顧違反聯邦部隊條例，強行將「原始的心臟」帶走。為此與上司迪亞娜及其他士兵展開激戰，在「原始的心臟」召喚出「幽鬼」造成混亂之時乘坐太空船逃離。因太空船在受損的情形下受到未知的引力的干擾而迫降於地球。見到已成碎片的「原始的心臟」，傷心的以為自己沒能保護它，碎片卻在她面前合而為一並誕下了敦河。為此與敦河便在地球住了下來，並以姐姐的名義，一邊調查敦河的體質以及照顧敦河，並在其間發現自己對敦何已生情愫。
對敦河義無反顧的付出，雖然在宇羅幫其修復寶石時提到鎧甲在連續與怪物決鬥的緣故與寶石一次大量吸收「原始的心臟」能源而開始毀損，進而會導致燕與其戰鬥服會不堪負荷之理由要求不可再變身，但是為了保護敦河仍一次次的再度變身進行戰鬥。
在岬麻凜占領學校時與其戰鬥受到重傷，間接也讓敦河變為怪物型態與岬麻凜決一死戰。後面對於敦河知道自己隱瞞的事情之後感到愧疚，認為無法再繼續面對敦河。在宇羅的忠告之後，發現自己應該要坦誠的面對自己的情感。在當初兩人有著共同回憶的神社找到敦河，知道敦河與自己一樣有著對感情毫無自信的苦惱，在表白之後彼此了解對方的心意，進而發生了床笫之事。結尾可看出兩人已經成為了戀人的關係
美樹原 遙（みきはら はるか）
敦河的高中同學，時常與敦河一起上學，他人稱呼為「小遙」。高校2年級生，排球社的副社長，擅長運動，學科不強。身高162cm三圍B78/W54/H80，頭部後方豎起一根呆毛。對於已經高二了身材卻沒啥起色之事感到苦惱，羨慕燕的身材。
是少數知道敦河為「原始的心臟」持有者的人，其他燕為宇宙人、宇羅為宇宙海盜、賽拉芙為人造人與嘉珂黛爾為機器人之事完全知情。是敦河身邊所有人中最平凡不過的。
對敦河有好感，但對於燕也是非常尊敬，因此也讓其猶豫是否要介入兩人之間。曾與敦河約會並與其接吻，後知道燕對敦河的感情，因此選擇支持兩人。
在故事後半部因學校遭到岬麻凜占領學校之事而受到重傷，隨後在醫院休養，其恢復程度比醫生預期的還快，但本身對於學校有岬麻凜這位同學的記憶已完全抹消，康復後開學日繼續與敦河一起上學
有位年紀與自己相去不遠的弟弟。
宇羅・尼奧・曼提絲(ウーラ・ネオ・マンティス)
宇宙海盜，自稱「銀河的霸主」
外表看似十歲的小女孩，實際年齡卻比敦河還年長。有著小惡魔個性，頭上綁著巨型蝴蝶結，擅長機械與各方面的知識，說話時常在結尾加「~~な」。身高132cm，做事時常無哩頭，個性十分古靈精怪，有時會做出讓他人哭笑不得的事情，例如用特殊方法訓練敦河，但是對於朋友時總是能提出重要的忠告。在進入戰鬥狀態時便會變為大人的型態，此時身高174cm，三圍B90/W58/H88。不太喜歡敦河對自己做出像對待小孩一樣的舉動。
原先因為宇宙海盜的身分，被銀河聯邦處以永久放逐及永久封印之刑，在手下的幫助下逃離。兩年前來到地球以「幕張 宇羅（まくはり うら）」之名，取代了幕張家因意外死去的獨身女，並以此身分在幕張家，表面上是受到歡迎的小學五年級生。以自己發明的亞空間大門過著自己的宇宙船以及幕張家兩邊跑的生活。
為了復興海賊團，因此不停的研究「原始的心臟」，並進階打算製造出仿製品以籌資金。開始時想盡辦法讓敦河「臉紅心跳」並將其散發出的能量轉換至仿製品的容器裡，但由於燕在先前就對敦河體內進行了防護機制，所以計畫都失敗。
後來為調查出原因，讓賽拉芙代替自己與敦河約會，自己則淺入倉敷家，看到燕的舉動時要求燕交出關於「原始的心臟」之所有情報，但知道實情後開始幫助燕等人，之後也幫助燕修復其戰鬥鎧甲的寶石。
而後為了調查神秘的能量反應來源，以鳴神高校的代理保健老師的身分來到學校，此時會變為大人型態並帶著眼鏡。
故事後半部與敦河等人一同對抗占領學校的麻凜，而後知道燕對於自己因為隱瞞事情已無法再面對敦河之事感到愧疚時，了當地直說:「什麼四方形，管他圓形還是三角形都無關。如果你沒有保護自己的盔甲與秘密，甚麼都沒有的話，就只好用最真實的自己來面對他吧。」。在知道敦河與燕正進行歡愉之時還做竊聽行為。
嘉珂黛爾(カクテル)
第4卷登場，泛用貓型女僕機器人
外貌為金色長髮、巨乳。兩邊有著類似貓耳的尖耳以及虎牙，身高178cm三圍B94/W61/H90
突然在敦河住家附近，以隕石之姿從天而降出現。出生地及製造者不詳。長時間在宇宙漂流，雖然系統程式仍在但是自身的記憶一點也沒有，疑似被製造者清除。
一開始出現變相敦河便稱呼「主人」，並且強行將她帶離遙的身邊，而後訴說自己的由來。在遙他們躲在一旁觀察時將他們列為清除物並發動攻擊。因敦河的一句話:「我老實說好了，你對我而言是個大麻煩」而開始歇斯底里，嚎啕大哭下也啟動全身武裝，直到敦河向她說了一句:「歡迎回來」才停止。
身上有著「原始的心臟」仿製品，處於不穩定的狀態下與其感情迴路連接使嘉珂黛爾無法控制情緒，感情表現也不甚完全。但是卻有過因行星爆炸所產生的電波干擾而做出了夢
一開始對於與敦河身邊親近的人散發出敵意，尤其是對燕。但由於把燕做給敦河的便當丟進泳池而受敦河的責罵。之後便開始迷惘，進而引發體內的「怪物」，全身漆黑，眼神空洞。但是與敦河的心臟產生共鳴再度恢復意識。隨後要求敦河將其殺死，但敦河等人不願意。宇羅這時提起嘉珂黛爾曾說過自己討厭孤單一個人來反駁她不怕死的言語，之後在敦河等人的幫助下驅離其體內的怪物。
本身具有自我修復功能，即使已失去下半身還是能再次復原，言語上習慣加上「~るる」這字眼。體內裝載了不少武器。故事中後面常駐守在宇羅的宇宙船裡，在漫畫第7~8卷時與燕等人對抗佔領校園的麻凜。
個性十分粗線條也欠缺生活知識，常做些讓敦河難以承受的傻事，但是為敦河赴湯蹈火這點與燕不分上下，在宇羅對敦河與燕的歡愉之事進行竊聽時發出電波干擾。對她而言，「主人的幸福便是嘉珂黛爾的幸福」。
名字取自雞尾酒。
賽拉芙(セラフ)
宇羅以自身為藍本所製造出來的人造人，原先稱之為「宇羅2號」，身形外貌與宇羅一致，因本身是以宇羅為基礎打造出的模擬機械體，思考模式與人類相近，這點與同是機器人的嘉珂黛爾不同。
剛開始作為宇羅與敦河約會時的替代品，但由於因為本身就有著瑕疵，加上許久未保養的緣故發生故障，最後在風波之後將其維修。再次出現時常帶著附蝴蝶結的貓耳風帽子，雖然是以宇羅的個性為基礎打造而成的，但自身僅有基礎人格。因此個性上相較於宇羅來說比較柔和體貼。對敦河提點過燕對其應是有感情的。
原先宇羅是打算讓賽芙拉代替她去上學，現在則是擔任宇羅的助手與負責教育嘉珂黛爾，曾在宇羅成為代理保健老師之時代替其上小學。
黛安娜(ダイアナ)
燕的宇宙船所配備的電腦系統，幫助燕對敦河的研究。
岬 麻凜（みさき まりん）
鳴神高校2年B班的學生，漫畫第5卷登場，身高154cm三圍B82/H53/W81
話劇社的社員，留有黑色長髮及綁著兩個包子頭。
敦河在路上遇到其在街上表演街舞，無意間撿到了其皮夾，隨即也邀請敦河來到話劇社。
第二位擁有「原始的心臟」的人類，在漫畫第5卷時以擁抱的方式安撫心跳過速的敦河，進而讓敦河感應到麻凜也是持有者之一。相較於敦河，麻凜事為了生存而渴望「臉紅心跳」。
在漫畫第6卷時與敦河約會，實際上是為了支開敦河，另一方面召喚怪物襲擊燕等人。在讓敦河看到這種情況下變成怪物藉此收集情報。
第7卷時由於自身「原始的心臟」使的身體機能變的虛弱，為了能得到在使用自身「原始的心臟」所需的能量，在校慶當天佔領整座鳴神高校校園，並做出一個外觀類似心臟的能量結晶儲存槽，藉以吸收在校所有人士的能量。
在燕等人阻止的當下變身為怪物型態並將其重創，致使敦河轉為怪物型態並與其對戰。
之所以需要能量來啟動自身的「原始的心臟」，是因為自己度過太多悲慘的日子。因此想藉此製造出只讓自己「臉紅心跳」的世界。可是事實相反，打敗敦河之時願望卻沒有實現。見到燕等人盡全力的幫助敦河頓時感到憤怒。不惜自我毀滅以了結。但被與皮西斯融合的敦河堤點，麻凜因無法接受自己的世界而在復仇刺激中追求「臉紅心跳」，所遇到的灰暗世界，只是「原始的心臟」實現的其中一個願望，因為麻凜自己不願接受他人的幫助才會如此。敗北後大徹大悟，對敦河說出要他堅強的話之後帶著微笑死去，全身化為結晶粉末並流入敦河的體內。其死讓敦河感痛苦，事件後大部分的學生對麻凜的一切記憶完全被抹消。
結尾與皮西斯一同出現在敦河的夢境裡，俏皮的恭喜敦河告別童貞。並對其說明自己因為被敦河吸收，所以敦河會繼續保有與麻凜的記憶，而「原始的心臟」確實會吸收「臉紅心跳來完成願望，但「臉紅心跳」本身就是每個生命會必備的。只是敦河與麻凜的那種「力量」比較強些。在故事最後告訴敦河不要害怕自己會臉紅心跳，因為這是每個事情會歷經的路程，隨後與皮西斯一同離開。
烏爾芬(ウルフィン)
燕在銀河聯邦時的前輩，也替燕與狄亞娜指導。燕為其擔任銀河聯邦調查局顧問時的第一個指導學生。全身散發出美男氣質，個性溫柔大方。在四年與燕未相聚的情形下親自拜訪倉敷家。她的出現讓敦河感到不安，深怕會對燕的感情產生影響。最後得知烏爾芬為女性，讓敦河放心不少。。
對敦河提點過燕的改變不像以往與人保持距離，認為敦河便是重要的關鍵。相信敦河能適時拿出自信幫助燕解決困難。
知道敦河是「原始的心臟」一事，選擇幫助敦河他們而不向上級報告，對於燕身為敦河的監護人之事也曾適時對其提點是否迷失最重要的初衷。
米蘭達(ミランダ)
烏爾芬宇在宙船上的電腦系統，幫助烏爾芬處理任務資訊等事，有時對烏爾芬的個性會做小吐槽。
迪亞娜(ディアナ)
全名迪亞娜雷特(ディアナレイト)。銀河聯邦的調查員，階級為少校。是燕在銀河聯邦時的同事兼上司，做事嚴格謹慎，公私分明，不喜歡烏爾芬的個性。認為凡是妨礙其任務之人便是敵人。。
與燕加入同樣的培訓學校，屬於同個團隊但彼此互不相讓，讓當時身為兩人指導教官的烏爾芬感到頭痛。
在三年前運送「原始的心臟」時讓燕見證其物，而讓燕對「原始的心臟」產生反應。在知道燕將「原始的心臟」強行帶走之時，不惜干戈相向，最後因為「原始的心臟」所召喚出的怪物產生混亂而讓燕逃脫。
皮西斯(ピュシス)
出現在敦河夢裡的謎樣人物，臉上帶著謎樣的狐面具。身形與敦河相似，面具下的樣貌與敦河相同，但左眼下方有道閃電狀疤痕並夾帶著白髮。名稱源於希臘文「自然」之意。
不時在夢或意識裡與敦河交談，並開導敦河的苦惱。真實身分為敦河的另一種人格，是敦河一開始與燕在地球生活時的原有人格。在麻凜占領學校時與敦河融合並將其擊敗。後面告訴敦河原來其害怕的事物其實就是封閉心靈慾望及憤怒的自己。認為「無暇」並非「純粹」，而是明知骯髒卻不想改變的意志。由於敦河的「原始的心臟」已呈現穩定狀態，不會再像以往出現其他人格，因此皮西斯未來也不會出現在敦河的意識裡。但是他也告訴敦河，兩人本身就是同個人，只是回到起點而已。隨後與岬麻凜一同離開。

## 用詞
原始的心臟（オリジン・ハート)
古老的生命起源，一種未知的能源結晶體。
有種說法其為「宇宙創造的起源」或是「所有命的起源」，能確定的是其本身擁有驚人的力量。由內部製造出能量並且一直成長。不知為何會吸引出怪物。而歷來出現的怪物也有著「原始的心臟」，但後來都是老化而死去，可見機能上還是與一般的心臟是一樣的。
三年前由銀河聯邦的調查貨船「魯納奇斯」所運送的「原始的心臟」與燕互相感應，在與燕逃亡後來到地球並誕下敦河。而擁有「原始的心臟」的人類分別是敦河與麻凜。其中敦河的形狀較圓滑，麻凜的則是稜零有角。
ORB力場供給回路（パワーオーブ）
黃色寶石狀的結晶體，是燕在變身時所需的鎧甲能源，變身後會顯現在頸部。
供給燕的戰鬥鎧甲全身武器的能源，只要不是一次性的大量釋放，都還能維持永久續航力。
在敦河「原始的心臟」產生暴走狀態時，可藉由敦河碰觸寶石，以「物理轉換」的方式轉為能源使用。寶石曾因大量吸收敦河體內的能源不堪受損而接受宇羅的維修。
幽鬼(怪物)（ファントム）
來自宇宙的謎樣生命體，體內有著受損的「原始的心臟」。外型為露出纜線與機械的異形模樣，具有個體成長與時空跳躍的能力，神出鬼沒的出現。因不明原因而受到敦河體內「原始的心臟」所吸引。

## 故事背景
倉敷家
倉敷家的住宅，外表看似普通的2樓平房，實際上是以燕的宇宙船模擬一般住宅投射而成的。空間寬敞，敦河與燕兩人還養了一隻名為「咪咪」的貓。
鳴神高校（なるかみこうこう）
敦河與遙、麻凜共同就讀的高中，遭受到麻凜召喚的怪物而有大面積的破壞，事件過後已完全恢復樣貌。
宇羅的宇宙船艦
宇羅的宇宙船，大部分一直在太空中。宇羅利用自己發明的亞空間大門進行傳送。裡面附載著宇羅的研究器具。也有相當於體育館體積的空間，作為宇羅訓練敦河時使用。
魯納奇斯
隸屬於銀河聯邦的調查貨船，燕在三年前還在銀河部隊裡所待的場所，當時負責運送「原始的心臟」。

## 單行本
日本於2004年由角川書店發行，台灣則於2005年由台灣角川代理發行。至第五卷開始書籍封面做了轉變，側邊由原先的白底轉換成黑底。
| 冊數 | 角川書店      | 角川書店               | 台灣角川       | 台灣角川               |
| 冊數 | 發售日期      | ISBN                   | 發售日期       | ISBN                   |
| ---- | ------------- | ---------------------- | -------------- | ---------------------- |
| 1    | 2004年9月1日  | ISBN 4-04-712368-4     | 2005年4月15日  | ISBN 978-986-729-935-2 |
| 2    | 2004年10月1日 | ISBN 4-04-712373-0     | 2005年7月15日  | ISBN 978-986-718-900-4 |
| 3    | 2005年3月1日  | ISBN 4-04-712389-7     | 2005年11月25日 | ISBN 978-986-718-979-0 |
| 4    | 2005年12月1日 | ISBN 4-04-712429-X     | 2006年4月4日   | ISBN 978-986-174-040-9 |
| 5    | 2006年8月1日  | ISBN 4-04-712458-3     | 2006年12月9日  | ISBN 978-986-174-214-4 |
| 6    | 2007年4月1日  | ISBN 4-04-712484-2     | 2007年7月4日   | ISBN 978-986-174-375-2 |
| 7    | 2007年10月1日 | ISBN 4-04-712513-X     | 2008年3月12日  | ISBN 978-986-174-622-7 |
| 8    | 2008年2月9日  | ISBN 978-4-04-712532-2 | 2008年9月16日  | ISBN 978-986-17-480-23 |

## 外部連結
- 官方網站 （页面存档备份，存于）（日語）
- 寅さん的pixiv（日語）